# Princesse, à vos ordres
Pour plus de détails, voir Fiche technique et Distribution.
Princesse, à vos ordres (Ihre Hoheit befiehlt) est un film allemand réalisé par Hanns Schwarz, sorti en 1931.

## Synopsis
La princesse Marie-Christine, qui a été convoquée à la cour pour épouser le prince de Leuchtenstein à la demande du roi, a peu de sympathie pour l’étiquette. Elle assiste secrètement à un bal des domestiques et rencontre le lieutenant Karl von Conradi. Afin de dissimuler sa véritable identité, elle se fait passer pour une Mizzi. Mais même le lieutenant ne veut pas abandonner son métier et se présente comme un charcuteur. Un flirt féroce s’ensuit. La princesse ne soupçonne pas que ses activités sont surveillées par le détective de la cour, qui lui a été assigné par le ministre d’État Herlitz. Le lendemain matin, la princesse, accompagnée du ministre d’État, observe le déploiement d’un régiment qui lui a été attribué par le roi. Soudain, le lieutenant Conradi apparaît, qui est pressé pour son retard par le capitaine de cavalerie et attire ainsi l’attention de la princesse. Elle le reconnaît joyeusement comme le supposé marchand d’épicerie fine de la nuit précédente et le promeut spontanément à Rittmeister, mais ne remarque rien d’autre. Néanmoins, Conradi est placé en résidence surveillée pour son retard. Ensemble, le couple fait du patin à glace le soir et est de nouveau observé par Pipac, qui a été chargé par le ministre d’État de prendre une photo de la prétendue charcuterie, ce qu’il n’a pas réussi. Pendant ce temps, Conradi, qui était censé être assigné à résidence, rencontre son supérieur Major à la patinoire. En conséquence, la princesse, qui prétend toujours être Mizzi, apprend officiellement son grade d’officier et le réprimande pour lui avoir délibérément menti, supposant probablement qu’un lieutenant ne correspond pas à une manucure. Cependant, l’incident n’enlève rien à leur sympathie mutuelle.
Lorsque le garde monte le lendemain matin, la scène de la veille se répète, car Rittmeister Conradi se fait crier dessus par le commandant pour avoir contourné son assignation à résidence. En conséquence, la princesse le fait promouvoir major, de sorte que le major doit le féliciter pour sa promotion au lieu de le congédier. « Si cela continue, alors l’homme sera général après-demain », déclare sarcastiquement le ministre d’État, ce que la princesse dit avec un « Espérons ! » Reconnu. Le ministre d’État élabore ensuite un plan. Croyant que le jeune homme, maintenant promu major, pourrait dissuader la princesse de penser à sa charcuterie, il lui ordonne de se rendre à la cour pour un rendez-vous avec la princesse et le promeut lieutenant-colonel pour ses efforts. Avec l’ordre de se mettre « aussi à l’aise que possible » pour la princesse, Conradi visite le palais, y rencontre Mizzi en premier et croit qu’elle l’a secrètement persécuté en raison de sa déception avec sa précédente mission. Lorsqu’elle lui est officiellement présentée comme une princesse par le ministre d’État peu de temps après, il n’en croit pas ses yeux et est très en colère. Néanmoins, il suit ses instructions et ne contredit pas lorsqu’elle dit au ministre d’État qu’elle veut en faire son aide de camp personnel. Le ministre d’État pense que son plan fonctionne et laisse le détective du tribunal Pipac venir prouver ses supposées compétences diplomatiques. Cependant, Pipac reconnaît immédiatement que Conradi est l’épicerie fine. Effrayé, le ministre d’État donne maintenant à Conradi l’ordre de se rendre « aussi désagréable que possible » pour la princesse, à laquelle il obéit volontiers en raison de son agacement. La princesse, qui n’a toujours aucune idée du nouvel ordre, se laisse alors emporter par une provocation. Espérant que Conradi lirait ses lignes en secret, elle note sur un morceau de papier sa volonté d’épouser le prince de Leuchtenstein et demande à l’officier de transmettre le message au ministre d’État. À sa grande horreur, il se conforme à son souhait sans regarder la note. Le ministre d’État, quant à lui, se réjouit et promeut Conradi au rang de général pour la réalisation de s’être prétendument rendu « désagréable ».
Déjà le soir, au bal de la cour, les fiançailles de la princesse avec le prince devraient avoir lieu. Ce dernier, cependant, est extrêmement désintéressé et préfère clairement son passe-temps, les fouilles égyptiennes. Il se trouve que la princesse danse la valse d’ouverture avec Conradi. Contrairement à l’étiquette, elle quitte alors le bal de la cour, suivie de Conradi, tandis que le roi convoque le ministre d’État. La bouillie de semoule est brûlée. Sa Majesté est un enfant.

## Fiche technique
- Titre original : Ihre Hoheit befiehlt
- Titre français : Princesse, à vos ordres
- Réalisation : Hanns Schwarz
- Scénario : Robert Liebmann, Billy Wilder et Paul Frank
- Musique : Werner R. Heymann
- Pays d'origine : Allemagne
- Format : Noir et blanc - Mono
- Genre : comédie
- Date de sortie : 1931
- Affiche : René Péron (France)

## Distribution
- Käthe von Nagy : Prinzessin Marie-Christine
- Willy Fritsch : Leutnant Karl von Conradi
- Reinhold Schünzel : Staatsminister Graf Herlitz
- Paul Hörbiger : Hofdetektiv Pipac
- Paul Heidemann : Fürst von Leuchtenstein
- Comedian Harmonists : Eux-mêmes